# Peter Bruce
Peter George Bruce FRS, FRSE, FRSC (Aberdeen, 2 de outubro de 1956) é um químico britânico, Wolfson Professor of Materials do Departmento de Materiais da Universidade de Oxford.

## Prêmios e honrarias
Bruce foi eleito fellow da Royal Society of Chemistry, membro da Royal Society e fellow da Sociedade Real de Edimburgo.
Recebeu o Gunning Victoria Jubilee Prize de 2004 e a Medalha Hughes de 2017.